# Trgovište, Bolgarija
Trgovište (bolgarsko Търговище, latinizirano: Tărgovište) je glavno mesto istoimenske oblasti v severovzhodni Bolgariji.
Leta 2012 je mesto imelo 37.341 prebivalcev.